# الوشخ (عمران)
الوشخ هي إحدى قرى الجمهورية اليمنية. تتبع جغرافيا لمحافظة عمران وإداريًا لمديرية العشة. يبلغ تعداد سكانها 1581 نسمة حسب الإحصاء الذي أجري عام 2004.